# Афанасьєвський
Афанасьєвський — російське прізвище та топонім.

## Прізвище
- Афанасьєвський (Афанасієвський) Василь Васильович — хорунжий Армії УНР, інженер[1].
- Афанасьєвський Микола Миколайович (1940—2005) — російський дипломат.

### Населені пункти
- Афанасівський — селище в Мценському районі Орловської області.
- Афанасьєвський — хутір в Міллерівському районі Ростовської області.
- Афанасьєвський — селище в Ачитському районі Свердловської області.
- Афанасьєвський — зупинковий пункт Горьківської залізниці в однойменному селищі Ачитського району Свердловської області.
- Афанасьєвський Постік — хутір у Туапсинському районі Краснодарського краю.

### Інше
- Афанасьєвський район
- Афанасіївський символ віри